# Занги ярым
Занги ярым (тал. Зәнги јарым, Zəngi jarym) — талышская народная песня.

## История
Песня является образцом устного фольклорного творчества талышского народа. Исполняли её девушки во время посевной на полях. Это время считалось в древности праздничным событием. Песня также отражает чувства девушек к своим любимым, ради которых в древности они даже держали пост.
«Зәнги» с талышского языка означает «отражение луны в воде», также «зәнги» обозначает «полносветную луну», «что-то наполненное сильным светом», а «јар, јарым» — возлюбленный. Примерный перевод смысла названия — это песня про «возлюбленного/возлюбленную, полного/полную светом, то есть светит как луна».

## Исполнение
Впервые эту песню широкой публике представил в 60-х годах XX века народный артист СССР Рашид Бейбутов. Позже песню также исполнили Балоглан Ашрафов, Исраиль Мамедов и Фаиг Агаев.
13 февраля 2021 года на цифровых площадках вышел сингл «Zəngi yarım», инди-версия народной талышской песни. Исполнителем выступил талышский инди-музыкант Рустам Мамедов. Кадры в клипе были использованы из талышского фильма 1998 года «Древо жизни».

## Слова песни
Талышский текст песни был опубликова в 1975 году в книге А. Исазаде и Н. Мамедова «Народные песни и танцевальные мелодии».
| Текст | Перевод |
| --- | --- |
| Дастәдәм товә, Чымы гәдәлә һовә, Бој мәкә ловә. Зәнги јарым, Әҹәб хош ранге. Нәнә бәшты ғыбон Фәрәбони, Шәрәбони, Тукәзи һәмро. Зәнги јарым, Әҹәб хош ранге. Боғәдә әју, Чымы ханымә вәју, Чынедә әју. Зәнги јарым, Әҹәб хош ранге. Нәнә бәшты ғыбон Фәрәбони, Шәрәбони, Тукәзи һәмро. Зәнги јарым, Әҹәб хош ранге. Дастәдәм дәпе, Әғәм бә гәпе, Бынышт холчә сәпе. Зәнги јарым, Әҹәб хош ранге. Нәнә бәшты ғыбон Фәрәбони, Шәрәбони, Тукәзи һәмро. Зәнги јарым, Әҹәб хош ранге. Дастәдәм локә, А ты чымы нокә, Ыштә шымон такә. Зәнги јарым, Әҹәб хош ранге. Нәнә бәшты ғыбон Фәрәбони, Шәрәбони, Тукәзи һәмро. Зәнги јарым, Әҹәб хош ранге. | В руках сковорода, Моя маленькая сестра, Не молись. Занги ярым, Нравится мне этот цвет. Бабушка ради тебя жертвой, товарищи Фарабони, Шарабони, Тукази. Занги ярым, Нравится мне этот цвет. В саду алыча, Моя милая невестка, Собирает алычу. Занги ярым, Нравится мне этот цвет. Бабушка ради тебя жертвой, товарищи Фарабони, Шарабони, Тукази. Занги ярым, Нравится мне этот цвет. В руках барабан, Господин говорит, Садись на ковёр. Занги ярым, Нравится мне этот цвет. Бабушка ради тебя жертвой, товарищи Фарабони, Шарабони, Тукази. Занги ярым, Нравится мне этот цвет. В руках лока (деревянная посуда), О, ты мой слуга, Обувь свою надень. Занги ярым, Нравится мне этот цвет. Бабушка ради тебя жертвой, товарищи Фарабони, Шарабони, Тукази. Занги ярым, Нравится мне этот цвет. |